# Jean-Pierre Ducasse
Jean-Pierre Ducasse (Parigi, 16 luglio 1944 – Villeneuve-Loubet, 19 febbraio 1969) è stato un ciclista su strada e ciclocrossista francese.
Professionista dal 1967 al 1969, vinse due campionati nazionali nella specialità del ciclocross e arrivò secondo alla Vuelta a España del 1967 dietro al compagno di squadra Jan Janssen. Morì insieme al compagno di allenamento Michel Bon nel 1969 a causa delle esalazioni di una stufa della sua camera d'albergo, mentre si trovava in una fase di allenamento.

## Carriera
Nei suoi soli due anni di attività ciclistica professionistica, riuscì a vincere due volte il campionato francese di ciclocross, mentre non ottenne successi nelle corse su strada. Nel 1967, nella stagione dell'esordio, ottenne un secondo posto finale alla Vuelta a España, dove fu sconfitto da compagno di squadra Janssen per poco meno di due minuti.
Per diverse tappe in vetta alla classifica generale, Ducasse fu battuto dal più esperto compagno nella penultima tappa, una cronometro di 28 km da Villabona a Zarazuz. Nel 1967 fu anche ottavo nel Tour de l'Oise.
Nel 1968 partecipò al Tour de France, dove terminò al trentunesimo posto con la selezione francese, e alla Vuelta a España, che concluse al dodicesimo posto.
Anche suo fratello Jean-Claude Ducasse fu ciclista professionista.

## Palmarès

### Cross
- 1966-1967

Campionati francesi
- 1967-1968

Campionati francesi

## Piazzamenti

### Grandi Giri
- Tour de France

1968: 31º
- Vuelta a España

1967: 2º
1968: 12º